# Meggelveld
Het Meggelveld is een natuurgebied tussen Wessem en Thorn in de Nederlandse gemeente Maasgouw.
Het Meggelveld is ontstaan in de 20e eeuw, toen hier op kleinschalige wijze klei werd gewonnen ten behoeve van de baksteenindustrie. Sedert 1996 wordt het gebied beheerd door de Vereniging Natuurmonumenten.
De plassen worden omringd door elzenbroekbos. Het Meggelveld herbergt een broedkolonie van de blauwe reiger, waar driehonderd broedparen gebruik van maken.
Het Meggelveld wordt begraasd door Konikpaarden en Gallowayrunderen. Het gebied is voor het publiek toegankelijk.
Aan de westrand staat de Sint-Petruskapel.